# Ed Souza
Edward Souza-Neto (Fall River, 22 settembre 1921 – Rhode Island, 19 maggio 1979) è stato un calciatore statunitense, di ruolo attaccante.

## Carriera

### Club
Ha giocato principalmente nel campionato statunitense.

### Nazionale
Nel 1950 ha partecipato al Campionato mondiale di calcio "Jules Rimet".